# Grand Lisboa
Il Grand Lisboa è un casinò situato nella città autonoma di Macao, in Cina.

## Storia
Il casinò Grand Lisboa, dopo l'apertura ufficiale avvenuta nel gennaio 2010, è divenuto il più grande casinò del mondo per estensione, superando il Casino de Montréal, che lo era stato dal 1993.
La notizia che il nuovo casinò cinese avrebbe superato l'estensione di quello di Montréal venne accolta con grande entusiasmo dalle autorità di Macao, che organizzarono una giornata di festeggiamenti per dare risonanza al record raggiunto, coinvolgendo volti noti dello spettacolo e dell'economia cinese.
La struttura è ospitata in un grattacielo di 47 piani e possiede anche un hotel extra-lusso.
All'interno degli spazi realizzati su un molo vi sono circa 800 tavoli, 1000 slot machines, piazze per il keno e l'high rise.
Inoltre vi sono 10 ristoranti, 7 bar e spazi per lo shopping di lusso.

## Galleria d'immagini

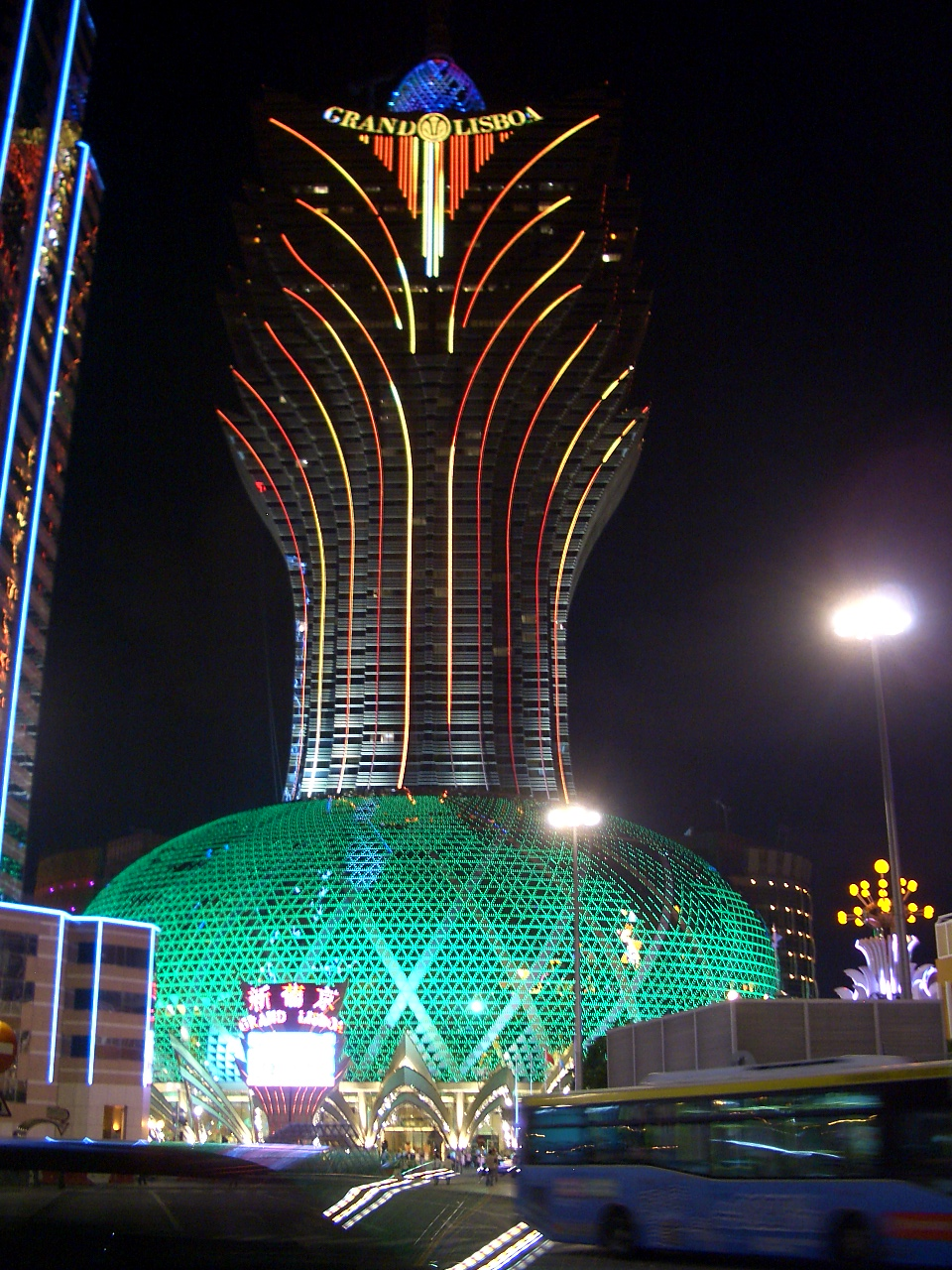
Il Grand Lisboa di notte
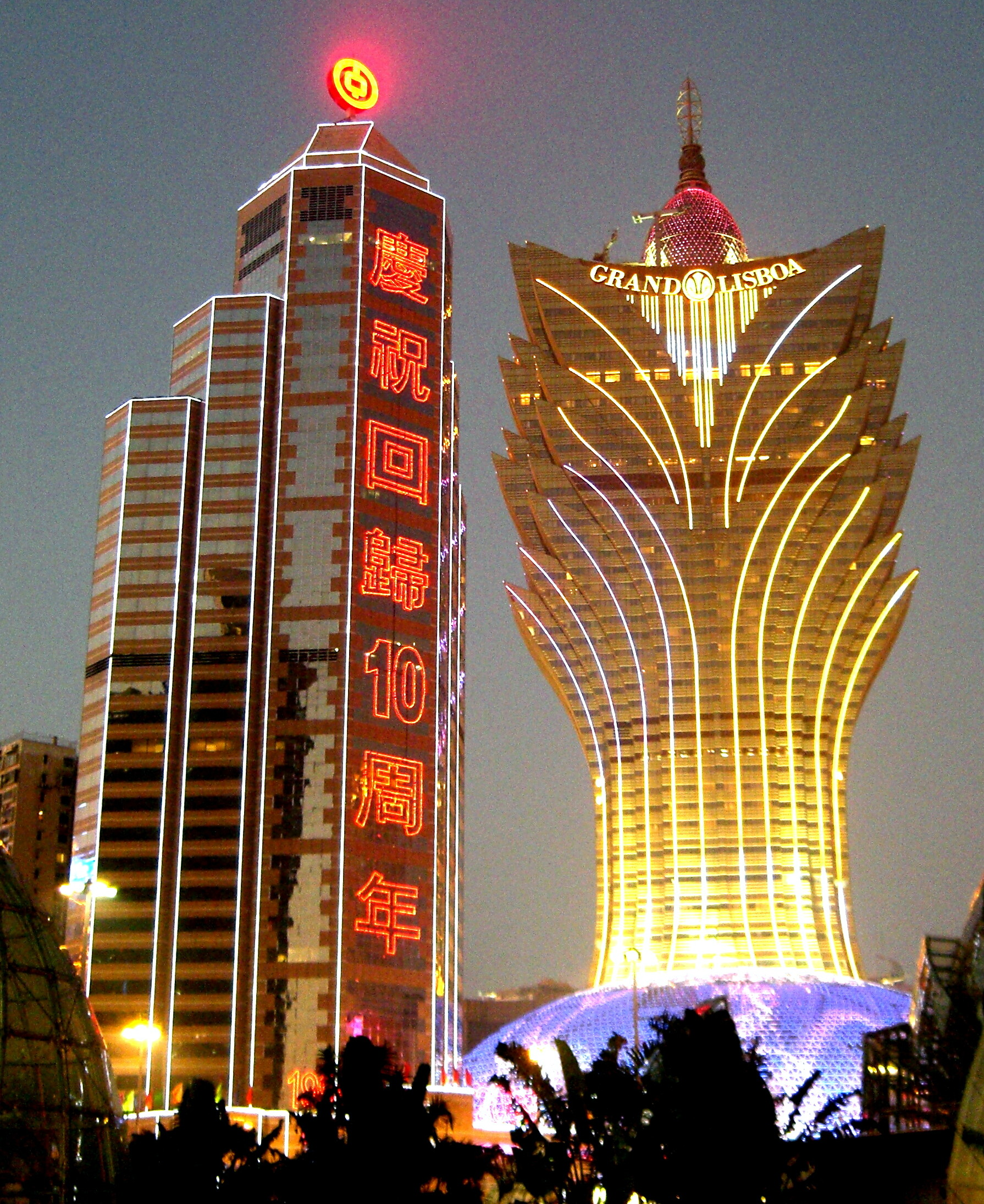
Veduta notturna